# رواسيو
رواسيو هي بلدية في مقاطعة فرشيلي التابعة لإقليم بييمونتي الإيطالي، تقع على بعد حوالي 80 كيلومتر (50 ميل) إلى الشمال الشرقي من مدينة تورينو وحوالي 35 كيلومتر (22 ميل) إلى الشمال الغربي من فرشيلي. في 31 كانون الأول / ديسمبر 2004 كان عدد سكانها 2,517 نسمة، وتبلغ مساحتها 28.1 كيلومتر مربع (10.8 ميل2).
بلدية رواسيو تحتوي على فراتسيوني (تقسيمات فرعية للقرى والنجوع) سان ماوريتسيو، أوزيبيو وغيرها.
تقع رواسيو على حدود البلديات التالية: بروسنينيو، كورينو، جاتينارا، لوزولو، روفاسيندا، سوستينغو، فيلا ديل بوسكو.

## وصلات خارجية
- www.comune.roasio.vc.it/